# Kafka pe malul mării
Kafka pe malul mării este un roman scris de Haruki Murakami în anul 2002. A primit numeroase recenzii pozitive, Kirkus Review prezentând cartea drept "o capodoperă demnă de un Nobel".
În România romanul a apărut în 2006 la Editura Polirom. Traducere din limba japoneză și note de Iuliana Oprina.

## Rezumat
Romanul urmărește două povești distincte care în cele din urmă se vor intersecta. Kafka Tamura are cincisprezece ani și fuge din casa tatălui său aflată în Tokyo pentru a-și găsi mama și sora, dispărute când avea patru ani. Drumul îl poartă către biblioteca unui oraș de provincie, unde intră în contact cu Oshima și doamna Saeki, personaje interesante și totodată ciudate. A doua poveste începe în anul 1944 când un grup de elevi împreună cu învățătoarea lor merg într-o pădure pentru a culege ciuperci. La un moment dat, din cauze necunoscute, toți cei șaisprezece copii cad într-un somn adânc. Toți în afară de unul iși revin după câteva ore, însă nu realizează ceea ce s-a întâmplat cu ei. Copilul care nu iși revine se numește Satoru Nakata și petrece câteva săptamâni în comă după acest eveniment. Apoi, în prezent, Nakata în vârstă de șaizeci de ani devine cel de-al doilea mare personaj al romanului, un bătrân încet la minte care poate vorbi cu pisicile. Capitolele cărții se succed, unul prezentând întâmplările prin care trece Kafka Tamura, iar următorul întâmplările lui Nakata.

## Capitole
Capitolul 1
Kafka Tamura pleacă de acasă spre Shikoku – la sud de Tokyo, la malul mării. Pleacă cu autobuzul de noapte (o metodă ieftină de transport) spre Takamatsu.
Capitolul 2
Este prezentat raportul secției de informații al armatei americane – Incidentul Rice Bowl Hill – interviul cu Stesuko Okamochi – învățătoare – prezintă succesiunea acțiunilor din ziua în care întreaga clasă de copii a leșinat pe dealul Rice Bowl.
Capitolul 3
Kafka ajunge cu autobuzul într-un punct intermediar în drumul spre Takamatsu. Intră într-un restaurant să bea un ceai și o tânără se apropie de el. Îi spune că seamană cu un baiat dintr-o formație la modă. După o conversație seacă, fata îl întreabă dacă poate să stea lângă el în autobuz. Cât timp fata doarme pe scaunul de lângă el în mintea lui se naște o întrebare: daca este sora lui? (are cam aceeași vârstă, are un frate cam de vârsta lui pe care nu l-a mai văzut de foarte multă vreme). Adoarme lângă ea.
Capitolul 4
Se prezintă interviul cu dl. Nakazawa Shigekazu (53 ani) – șeful unei clinici de medicină. El relatează că a fost chemat de directorul școlii generale pe motiv că o clasă întreagă a plecat pe deal la adunat ciuperci și toți își pierduseră cunoștința. Singura care a rămas conștientă a fost profesoara însoțitoare, care plecase să ceară ajutor. Primul lucru la care s-a gândit a fost că poate mâncaseră vreo ciupercă otrăvitoare și paralizaseră. Și-a luat trusa și a pornit spre deal. Când a ajuns, câțiva copii iși recăpătaseră deja cunoștința. Un baiat nu și-a revenit – era un copil evacuat din Tokyo – Satoru Nakata. A doua zi a fost transportat la Spitalul Universitar din Kofu și de acolo a fost dus la spitalul militar și nu s-a mai întors niciodată în orașul acela. În ziare nu a apărut nimic despre acest leșin colectiv – autoritățile au interzis mediatizarea incidentului pe motiv că i-ar putea tulbura pe oameni (acțiunea se desfașura în timpul războiului).
Capitolul 5
Kafka ajunge în Takamatsu. Află că pe fată o cheamă Sakura. Fata îi lasă numărul ei de mobil. Kafka și-a făcut rezervare de cazare la un hotel de afaceri printr-o asociație de tineri obținand o reducere valabilă trei nopți. Se hotărăște să-și petreacă vremea în bibilotecă și se interesează ce biblioteci sunt în zona Takamatsu. Așa află că la periferia orașului se află o bibliotecă privată – Biblioteca Memorială Komura, înființată de o familie veche și bogată, pe baza propriilor lor rafturi de cărți (include colecții de cărti mai neobișnuite). Aici, Kafka îl întâlnește pe Oshima. Este informat că în ziua de marți se organizează un mic tur al bibliotecii. Oshima remarcă faptul că în prima zi de școală Kafka petrece toată ziua în bibliotecă și îl întreabă dacă refuză să meargă la scoala. Kafka îi spune relaxat că a decis să își întrerupă pentru o vreme studiile, fără alte explicații. La ora 2 o va cunoaște pe doamna Saeki, directoarea bibliotecii și ghidul turului de vizitare al casei. Îi lasă o impresie puternică și nostalgică – i-ar fi plăcut să fie mama sa. După prima zi petrecută în bibliotecă, Kafka se decide să vină în continuare. În prima noapte la hotel se gândește la casa din Nogata și la tatăl său, se întreabă dacă i-a observat dispariția. Își amintește de telefonul mobil al tatălui său, pe care l-a luat cu el când a plecat de acasă. Formează numărul, lasă să sune de două ori și închide. Concluzionează că tatăl său nu a aflat de dispariția sa și nu a anulat contractul mobilului.
Capitolul 6
Facem cunoștință cu Nakata – copilul care a leșinat și nu și-a revenit odată cu ceilalți copii, acum un adult în vârstă de 60 ani. Nakata are o abilitate specială – poate vorbi cu pisicile. Îl cunoaștem pe motanul negru – Otsuka. Apare în peisaj un bărbat tânăr cu un labrador ce purta la gât o eșarfă roșie. Nakata, prin prisma faptului că putea să vorbească cu pisicile, era perceput în comunitate ca un detectiv de pisici. În prezent, Nakata caută o pisică cu pete albe, negre și maro, pe nume Goma. Otsuka nu îl poate ajuta pe Nakata să o găsească pe Goma.
Capitolul 7
A doua zi Kafka își urmează tabieturile – exerciții de gimnastică, micul dejun, drumul spre bibliotecă. La prânz este chemat la telefon – este femeia de la recepția hotelului care îi confirmă tariful redus și pentru restul perioadei (o săptămână). La sfârșitul zilei Oshima îi dă un orar cu programul de mers al trenurilor și îi spune că nu va putea să stea pentru totdeauna la hotel și încearcă să-l ajute fără să îi invadeze intimitatea. Kafka îi spune că pentru moment se descurcă și nu are nevoie de ajutor, însă simte că în Oshima are un prieten.
Capitolul 8
Interviu cu Shigenori Tsukayama (52 ani) profesor la universitatea Imperială din Tokyo, Facultatea de Medicină, secția de psihiatrie – băiatul inconștient, Nakata a rămas internat în spitalul militar și îl observau zilnic: organismul funcționa perfect, deși era în coma nu visa; în opinia sa, Nakata părea că și-a abandonat trupul (“spirit rătăcitor” – dacă este puternic motivat, sufletul poate părăsi nu numai un trup mort, dar și un trup viu – mentalitate inrădăcinată în Japonia din vechime). După două săptămâni, Nakata s-a trezit – își pierduse toate amintirile – “mintea lui se întorsese în lumea noastră ca o foaie albă”.
Capitolul 9
Kafka se trezeste în mijlocul unor tufișuri – și-a pierdut cunoștința într-o pădurice din spatele unui templu – se ridică și intră în templu – caută toaleta și observă că este plin de sânge. Tânărul numit Corbul îi sugerează să apeleze la Sakura. O sună și se duce în apartamentul ei. Kafka îi confirmă fetei că a fugit de acasă și că este în mare necaz.
Capitolul 10
Nakata îl cunoaste pe Kawamura – un motan maro țărcat, care vorbea foarte ciudat. În timp ce Nakata încercă să înțeleagă din cele spuse de Kawamura, dacă știe ceva despre pisica Goma, apare în scenă pisica Mimi, care reușește să înțeleagă ce spune Kawamura. Așa află Nakata despre terenul viran devenit un loc bun de hoinareală pentru pisicile vagaboante, unde a fost vazută pentru ultima oară pisica Goma. De asemenea, află că în acel loc și-a făcut apariția un om rău, care vânează pisici si se crede că el este cel care a luat-o pe Goma. Este un individ înalt, care poartă o pălărie înaltă, foarte stranie și cizme din piele. Nakata s-a dus pe terenul indicat și a așteptat să vină individul acela ciudat.
Capitolul 11
Kafka îi spune fetei povestea vieții lui și încearcă să afle ce s-a întâmplat în seara aceea, de ce era plin de sânge. Se apropie momentul în care trebuie să se odihnească – Kafka se bagă în sacul de dormit pe care l-a întins pe jos, iar Sakura doarme în pat. După câteva minute Sakura îl cheamă în pat lângă ea, Kafka se simte atras de ea și are erecție – în timp ce Sakura îl masturbează vorbesc despre sora lui Kafla pe care a luat-o mama lui când a decis să plece de acasă. După ce se consumă momentul, fiecare se întoarce la locul de dormit. A doua zi Kafka decide să plece și îi lasă fetei un bilet de mulțumire. Se urcă în tren și se duce la biblioteca Komura.
Capitolul 12
Profesoara adresează, după 28 de ani, o scrisoare profesorului Shigenori Tsukayama, încercând să înlăture sentimentul de vinovăție care o macină referitor la un incident pe care nu l-a putut povesti în raportul oficial: “cu o noapte înainte de a merge cu copiii în pădure a avut un vis erotic cu soțul său care era plecat pe front; când au ajuns în pădure, profesoarei i-a venit ciclul; le-a dat copiilor o pauză și a mers mai adânc în pădure unde și-a improvizat niște prosoape pentru a opri sângerarea; la un moment dat, în timp ce se gândea să încheie lecția din pădure apare Nakata cu prosoapele pline de sânge; profesoara a pierdut controlul și l-a bătut pe băiat până când acesta a căzut lângă prosoapele pline de sânge; în acel moment a realizat că toți copiii se uită la dânsa și nu înțeleg ce se petrece; l-a luat în brațe pe Nakata și i-a îndemnat pe copii să culeagă în continuare ciuperci; imediat după aceea a început leșinul colectiv;”. Din această scrisoare aflăm cum era Nakata înainte de accident – avea trăsături frumoase, avea o fire liniștită, nu se amesteca unde nu-i fierbea oala, în timpul orelor nu ridica niciodată mână, dar dacă era întrebat răspundea corect, se exprima foarte logic, dar… era resemnat, nu se bucura niciodată de succesul său, nu trăda zbuciumul pe care îl trezeste efortul susținut, nu ofta, nu zâmbea – făcea totul pentru că era pus să facă. Profesoara era convinsă că avusese parte de violență în familie – nimic neobișnuit în cazul familiilor de la țară (cu toate că familia lui Nakata era formată din intelectuali).
Capitolul 13
Kafka îi spune lui Oshima că are nevoie de ajutor, că nu are unde să doarmă. Oshima îi spune că ar putea să stea în bibliotecă, unde există o cameră liberă, dar îi trebuie acceptul doamnei Saeki, în schimbul de a lucra la bibliotecă în calitate de asistent al lui Oshima. Până obține acceptul doamnei Saeki, Oshima îl duce pe Kafka în cabana pe care o deține împreună cu fratele său în pădure. Îl avertizează să nu intre adânc în pădure.
Capitolul 14
Trecuse o săptămână de când Nakata supraveghea terenul viran – văzuse multe pisici, dintre care un motan cu blana în pete albe și negre, cu urechile zdrențuite – Okawa – el este cel care îi spune că este periculos să o mai caute pe Goma. Pe seară a apărut un câine mare și negru care l-a dus pe Nakata într-o casă dintr-un cartier rezidențial unde l-a întâlnit pe domnul care se recomandă drept Johnnie Walker (a împrumutat fără permisiune înfățișarea și numele celui de pe eticheta sticlei de whisky). Nakata află că Johnnie Walker știe unde se află Goma și pentru a o duce înapoi la familia ei, el trebuie să facă ceva ce stă numai în puterea lui (pentru că avea abilitatea de a vorbi cu pisicile).
Capitolul 15
Kafka rămâne singur în cabana lui Oshima din pădure. Își pregătește de mâncare, citește, apoi se hotărăște să meargă prin pădure. Nu ascultă sfatul lui Oshima de a nu se aventura foarte adânc în pădure și se rătăcește. Regasește drumul spre cabană și revine la activitățile de rutină: sport, curățare, mâncat, spălat.
Capitolul 16
Nakata este condus de câinele negru în bucătăria lui Johnnie Walker. În frigider Nakata observă capetele de pisici, de diverse mărimi și culori – “toate erau înghețate, cu fața spre ușa”. Câinele îi ordonă lui Nakata să verifice dacă pisica Goma se afla printre ele. Când Nakata a confirmat că pisica Goma nu se află printre capetele de pisici din frigider, câinele l-a condus înapoi în biroul lui Johnnie Walker. Acum Nakata află cine este acest personaj – el este un colecționar de pisici, “ nu le taie capul doar ca să se distreze, le ucide ca să le strângă sufletele, pe care le folosește la confecționarea unui fluier special”. Scopul este de aduna suflete din ce în ce mai mari și de a construi un fluier de proporții cosmice. Punctul de plecare sunt pisicile. Nakata îl ascultă cu atenție, dar gândul său se afla la pisica Goma pe care trebuia să o aducă acasă la familia ei. La un moment dat Johnnie Walker îl anunță pe Nakata că se pregatește să ucidă pisicile pe care le-a vânat. Îi spune că în cazul în care Nakata este de acord să îl ucidă el îi va da pisica Goma. Îi mărturisește lui Nakata că a obosit să mai traiască, că este sătul să omoare pisici, dar atâta timp cât este în viață, trebuie să le omoare. Pentru a-l instiga pe Nakata să-l omoare, Johnnie Walker începe să se pregătească și îi explică procedeul: pisicile sunt injectate cu o substanță paralizantă, nu sunt anesteziate – pot să simtă durerea; cu un cutit le taie burta, le scoate inima și le taie capul. Ucide prima pisică – un motan – Nakata rămâne fără reacție. A doua pisică este scoasă din sac – era o pisică albă, nu prea tânără, cu vârful cozii puțin strâmb – este ucisă – Nakata se cufundă în fotoliu și închide ochii – în interiorul său se petrecea ceva, a început să respire agitat, să îl doară în zona gâtului, vederea i se schimba. Johnnie Walker îi spune că asta a fost doar încălzirea, că de aici urmează să apară fețe cunoscute. Următoarea pisică este Kawamura – Nakata îl privește pe motan în ochi, dar nu se poate mișca – când este ucis, țipatul motanului s-a auzit – a fost atât de puternic încât Nakata a simțit că îi îngheață măduva în oase, a închis ochii și a simțit că mâinile îi tremurau foarte tare. Nakata îl imploră pe ucigaș să se oprească. Johnnie Walker scoate a patra pisică – o siameză – Mimi. Nakata îl roagă să înceteze și îl avertizează că în cazul în care nu se oprește va începe să se poarte ciudat. Văzând că nu se oprește, Nakata s-a ridicat de pe scaun, s-a îndreptat spre birou, a luat un cuțit mare și l-a implantat în pieptul lui Johnnie Walker. La sfârșit amândoi erau plini de sânge. Johnnie Walker s-a prăbușit mort la picioarele lui Nakata. Nakata a rămas o vreme nemișcat, după care a luat-o pe Mimi de pe masă, a căutat-o pe Goma în sac – cu ambele pisici în mâini s-a așezat pe fotoliu – “ – Haideți acasă, le-a spus, dar n-a putut să se ridice.” Câinele negru s-a așezat lângă cadavrul lui Johnnie Walker.
Capitolul 17
Kafka a ajuns la a treia noapte petrecută în cabană – cu fiecare zi ce trecea se obișnuia cu liniștea și întunericul profund. La prânz Oshima sosește și îl anunță că este momentul să se întoarcă în civilizație. Îi explică ce înseamnă să fie asistentul său în bibliotecă și faptul că doamna Saeki și-a dat acordul să folosească camera liberă din casă pentru a dormi acolo. Aflăm povestea doamnei Saeki: de când era mică era un copil inteligent, se pricepea la scris, era as la sport și foarte bună la pian; si era frumoasă; a avut un iubit încă din școala primară – fiul cel mare al familiei Komura – când erau copii făceau totul împreună, când au crescut au început să se iubească ca femeie și bărbat; când ea a împlinit 18 ani, el s-a dus la facultate în Tokyo, ea a rămas la Conservator să studieze pianul; la 19 ani ea a scris o poezie, a compus o melodie și a cântat-o la pian; cineva i-a făcut un disc și a avut mare succes; cântecul se numea “Kafka pe malul mării”; iubitul doamnei Saeki a murit la vârsta de 20 de ani – facultatea pe care o freventa era baricadată din cauza grevelor, iar el s-a dus cu niște provizii pentru un prieten dinăuntru – studenții care ocupau clădirea l-au confundat cu unul dintre liderii adverși și l-au ucis în bătaie – o moarte absurdă; ea nu a mai cântat niciodată, nu a fost la înmormântare, s-a retras complet din lume, după care a dispărut; 25 de ani mai târziu s-a întors în Takamatsu – motivul – înmormântarea mamei sale; s-a stabilit din nou în oraș, iar după o vreme a purtat niște tratative cu familia Komura, în urma cărora a fost numită directoare la biblioteca Komura; a rămas o fire retrasă și puțin comunicativă; motivul pentru care și-a dorit să lucreze în biblioteca Komura ar fi că iubitul ei a trăit în acea casă. Kafka urma să locuiască în camera fostului iubit al doamnei Saeki.
Capitolul 18
Când s-a trezit, Nakata era întins pe spate printre niște tufișuri. Era noapte. Pisica Goma și Mimi sunt lângă el. A încercat să vorbească cu ele, dar nu putea înțelege nimic altceva decât un mieunat. Hainele sale erau curate, nu avea nici o urmă de sânge pe mâini sau pe haine. Își amintea foarte clar momentul în care l-a ucis pe Johnnie Walker. Pisica Mimi pleacă spre casa ei. Nakata o duce pe Goma la familia ei, apoi s-a oprit la o secție de poliție. L-a întâmpinat un polițist tânăr, care se pregătea să iasă din tură – Nakata îi spune că a omorât un om și îi povestește exact cum s-a întâmplat. Polițistul nu a scris declarația lui Nakata pentru că nu era credibilă. La plecare Nakata îi spune polițistului ca în ziua următoare sa aibă o umbrelă la el, deoarece o să plouă cu pești – sardele și stavrizi. A doua zi, după ploaia cu pești, poliția a fost anunțată de descoperirea cadavrului unui bărbat omorât prin înjunghiere, moment în care tânărul polițist a realizat că a greșit în ceea ce-l privește pe Nakata, dar decide să păstreze pentru el ciudata întâmplare pentru a nu fi tras la răspundere. Între timp Nakata a părăsit orașul.
Capitolul 19
Kafka se acomodează în noua sa cameră din biblioteca Komura. În cameră, pe perete, remarcă o pictură în ulei – “Kafla pe malul mării”. Băiatul din tablou are 12 ani. Se gândește că acel băiat ar putea fi iubitul doamnei Saeki.  A doua zi, Oshima îi arată ce trebuie făcut atunci când se deschide biblioteca. Urmare a unei vizite ciudate (două doamne care fac parte dintr-o organizație ce analizează din perspectiva femeii dotarea, ușurința folosirii și egalitatea accesului în cadrul instituțiilor publice de cultură) aflăm că Oshima este, din punct de vedere biologic, femeie, dar mental este bărbat.
Capitolul 20
Nakata a plecat cu un camion din Tokyo. Deoarece nu știa să citească, singura modalitate de a ajunge unde dorea el era să facă autostopul. Într-o parcare pe autostradă, Nakata i-a parte la un incident – un grup de motocicliști băteau un bărbat. Nakata încearcă să-i oprească, dar tinerii erau foarte determinați să-l rănească pe acel bărbat. Văzând cum este lovit, Nakata închide ochii și simte cum înăuntrul său se petrece ceva similar cu ce a simțit în noaptea în care l-a omorât pe Johnnie Walker, apoi și-a deschis umbrela și a privit spre cer. Tinerii agresivi au râs de Nakata, dar în scurt timp din cer au început să cadă lipitori. Acest eveniment neașteptat i-a speriat pe tineri și astfel bărbatul rănit a rămas în viață. Puțin mai târziu a găsit un tânăr care să-l ducă mai departe în drumul său.
Capitolul 21
Sculptorul Koichi Tamura, înjunghiat mortal, este găsit în biroul său într-o baltă de sânge. Există ipoteza unei răzbunări personale, deoarece casa nu a fost răscolită. Dl. Tamura locuia împreună cu fiul său (15 ani), dar care dispăruse de acasă cu zece zile în urmă (în prezent era căutat de poliție). Era considerat un sculptor de renume, tema creațiilor sale era exprimarea inconștientului uman. Kafka află din ziar că tatăl său a fost ucis. Oshima îi confirmă lui Kafka că are încredere în el că nu el l-a ucis, dar îl avertizează că este căutat de poliție și că vor ajunge pe urmele lui. Kafka îi  dezvăluie lui Oshima că motivul plecării lui de acasă a fost de a-și evita destinul pe care îl anunțase tatăl său de când era copil – și anume faptul că el urma să-și omoare tatăl, să se culce cu mama și cu sora sa. Oshima îi vorbește despre laitmotivul tragediilor grecești – nu oamenii își aleg destinul, ci destinul îi alege pe oameni. De asemenea, Oshima îi atrage atenția lui Kafka asupra unui articol interesant, despre o ploaie cu pești care s-a petrecut foarte aproape de casa lui Kafla (o posibilă coincidență) și altul, despre o ploaie cu lipitori.
Capitolul 22
Tânărul care l-a luat pe Nakata cu el se numește Hoshino și îl asemuiește pe Nakata bunicului său. Nakata îi spune acestuia că în drumul său trebuie să treacă un pod mare. Pe Hoshino îl fascinează felul de a fi și de a vorbi al lui Nakata, dar mai ales faptul că nu știa exact ceea ce trebuie să facă și nici unde trebuie să ajungă, decât că trebuie să găsească o piatră albă care este o poartă de intrare și să deschidă poarta. Aflăm povestea lui Nakata: după accidentul de pe deal și-a revenit fizic, dar nu a mai reușit să-și recupereze memoria sau capacitatea de a citi și de a scrie. Lumea a uitat că înainte de accident, Nakata fusese un elev strălucit, ajungând apoi să fie exclus din toate activitățile. Îi plăcea să privească animalele, să îngrijescă florile și să facă curat prin clasă. După ce a terminat clasele primare a urmat o școală cu profil agricol, dar a fost retras deoarece era agresat de colegi. În perioada aceea, Nakata a învățat să vorbească cu pisicile. La vârsta de 15 ani a început să lucreze ca tâmplar la o firmă de mobilă. Așa a trăit până la vârsta de 52 de ani, când patronul firmei a murit iar fiul său a închis tâmplăria. Fratele mijlociu al lui Nakata l-a luat atunci în îngijirea sa, oferindu-i o garsonieră. Hoshino decide să-l urmeze pe Nakata în călătoria sa.
Capitolul 23
Kafka, în prima noapte petrecută în noua sa cameră, vede o fantomă. Era silueta unei fete de 15 ani, așezată la birou, cu bărbia în palmă, care privea un punct de pe perete. La un moment dat, Kafka se simte privit, dar realizează că fata se uita prin el. După o vreme, fata se ridică și se îndreaptă spre ușă – ușa nu se deschide, dar ea dispare fără zgomot îndărătul ei. Dimineața, când se întâlnește cu Oshima, îl roagă să-i aducă să asculte melodia “Kafka pe malul mării” și îl întreabă dacă este prin zonă o fată de 15 ani care vine la bibliotecă. Kafka îi spune că a văzut în timpul nopții o fată de 15 ani la el în noua cameră. După ce primește albumul de la Oshima, privește fotografia de pe coperta albumului și realizează că fata care l-a vizitat noaptea în cameră sa este doamna Saeki. În acel moment se îndrăgostește de dânsa. Kafla îl întreabă pe Oshima dacă este posibil ca un om să se transforme în fantomă atâta timp cât este încă în viață. Oshima îi povestește despre spiritele rătăcitoare care de obicei se întrupau spontan din sentimente negative – din dragoste oamenii nu se pot transforma în spirite rătăcitoare, ei trebuie să moară mai întâi.
Kafka pe malul mării – versurile
Când ești la marginea lumii / Eu sunt într-un crater stins. / Iar în umbra ușii / Sunt cuvinte ce și-au pierdut slovele. /
Luna-și aruncă razele peste o șopârlă adormită, / Peștișori cad din cer. / Dincolo de fereastră / Sunt soldați cu suflete încremenite. /
Kafka stă pe un scaun pe malul mării, / Cu gândul la pendulul ce mișcă lumea. / Când cerul inimii se închide, / Umbra nemișcată a sfinxului, / Se preschimbă în cuțit / Și iți străpunge visul. / Degetele fetei înecate / Caută piatra de intrare. / Ridicându-și poalele veșmântului albastru / Îl privește pe Kafka pe malul mării./
Kafka nu înțelege cum de un cântec cu asemenea versuri a ajuns un hit cu vânzări de peste un milion de exemplare. Ascultând de mai multe ori cântecul înțelege motivul pentru care acest cântec a cucerit inimile atâtor oameni – este un cântec de dragoste scris pentru cea care îl cânta pentru a-și alina sufletul. Încearcă să înțeleagă însemnătatea acelor versuri cu gândul la tânărul din tablou. Norul din tablou aduce cu un sfinx ghemuit. Kafka = singurătatea enigmatică ce plutea în jurul tânărului din tablou; un suflet singuratic ce rătăcește pe o plajă absurdă. Mai identifică și alte versuri care se potrivesc cu situația în care se află – “peștișori cad din cer”, “cuțitul care străpunge visul” – poate să facă referire la tatăl său înjunghiat. Notează totul într-un carnețel. Se pregătește de somn și o așteaptă pe tânăra doamnă Saeki să vină la el în cameră.
Capitolul 24
Nakata și Hoshino se cazează la un motel, unde Nakata doarme 34 de ore. Când se trezește, Nakata îi spune lui Hosihno că este ceva în neregulă cu spatele tânărului și că îl poate ajuta să îl îndrepte. După o durere greu de imaginat, oasele lui Hosino sunt reașezate și durerea de cap și de spate îi dispare (aparent, acest aspect nu are legătură cu nimic, dar mai târziu, când Hoshino va trebui să deschidă și să închidă poarta de intrare, va face sens).
Capitolul 25
Kafka ațipește și se trezește des. Fata de 15 ani apare din nou, dar pleacă după nici 20 de minute. După ce pleacă fata îi piere somnul, se îmbracă și iese la plimbare. Realizează că este gelos pe tânărul din tablou. Kafka îl intreabă pe Oshima dacă e posibil ca doamna Saeki să fie mama sa. Kafka îi spune lui Oshima că e posibil ca destinul să îl fi adus aici pentru a o întâlni pe doamna Saeki și îi dezvăluie că o iubește. La prânz Kafka îi duce cafeaua doamnei Saeki și are o primă conversație cu ea (află că în tinerețe ea a fost pasionată de oameni care au fost loviți de fulgere - chiar a publicat și o carte). Noaptea, Kafka își amintește că tatăl său a fost lovit de fulger și și-a început munca de sculptor după ce i s-au vindecat rănile - se gândește că așa l-a întâlnit pe tatăl său. Concluzionează că sunt prea multe coincidențe.
Capitolul 26
Nakata și Hoshino ajung în Takamatsu. Scopul lor era să găsească piatra de intrare, adică o piatră rotundă, albă, nu prea mare, fără miros, în forma unei prăjituri de orez. Astfel, cei doi au hotărât să întrebe lumea dacă prin zonă există vreo piatră faimoasă. Așa au ajuns la un punct de informare turistică de unde au fost îndrumați către bibliotecă, unde pot consulta bibliografia referitoare la pietre. La bibliotecile publice din Takamatsu nu au găsit nici o informație despre vreo piatră de intrare. Ajunși acasă, Hoshino decide să iasă în oraș pentru a se relaxa și astfel îl întâlnește pe Colonelul Sanders, care se oferă sa îi găsească o fată cu care acesta să se distreze în acea noapte. Hoshino încearcă să-l refuze pe motiv că are o treabă foarte importantă de rezolvat, dar Colonelul Sandres insistă și îi dezvăluie că știe despre faptul că misiunea lui era de a găsi piatra de intrare și că este dispus să îi indice unde se află în condițiile în care acceptă să-și petreacă noaptea cu o fată recomandată de el.
Capitolul 27
Kafka stă în camera lui asteptând momentul sosirii fetei. Observă că fata a venit mai devreme. Nu a rezistat tentației de a o striga pe nume. Din cauza emoției generate de acest fapt, adoarme și când se trezește realizează că este singur, fata a dispărut. A doua zi, la bibliotecă, un polițist de la secția locală întreabă de el. Kafka își dă seama că poliția a identificat apelul efectuat de el de pe mobilul tatălui său. L-au căutat mai întâi la hotelul unde s-a cazat inițial și de acolo au fost îndrumați către biblioteca Komura. La prânz Kafka îi duce cafeaua doamnei Saeki și își face curaj să o întrebe dacă are copii. Femeia evită să îi răspundă la întrebare.
Capitolul 28
Hoshino îl urmează pe colonel și petrece clipe minunate cu o frumoasă domnișoară. Apoi se întâlnește cu colonelul pentru a găsi piatra.
Capitolul 29
Kafka o caută pe Sakura pentru a o avertiza de faptul că îl caută poliția pentru că a fugit de acasă. Fata se asigură că e bine și îi spune că îl place de parcă ar fi fratele ei. Se întoarce în camera lui și ascultă "Kafka pe malul mării". La un moment dat simte o prezență în cameră și se trezește. O vede pe doamna Saeki pe scaun privind tabloul, dar simte că ceva este diferit - când se uită mai atent realizează că este doamna Saeki din prezent. Aceasta dormea, avea ochii deschiși, dar dormea (Kafka conștientizează că tot ceea ce face ea în acel moment se petrece în somn - femeia se dezbracă și se așază lângă el în pat, îl ia în brațe așa cum făcea cu iubitul ei și face dragoste cu Kafka; la final se îmbracă și pleacă). Kafka așteaptă să audă zgomotul mașinii care pleacă din parcare, însă nu aude nimic.
Capitolul 30
Hoshino îl urmează pe colonel până la un templu unde găsește piatra, exact așa cum a descris-o Nakata. Duce piatra în camera de hotel și o așează la capul lui Nakata.
Capitolul 31
Kafka îi duce cafeaua doamnei Saeki. În timpul conversației Kafka o întreabă dacă a revenit în orașul ei natal pentru a muri. Nu primește răspuns clar. Kafka îi spune că el crede că tatăl său a vrut să moară pentru că iubit-o foarte mult pe doamna Saeki și când a realizat că nu va putea să o aibă pentru el și-a dorit să moară. I-a spus că tatăl său i-a făcut o predicție sumbră, și-a dorit ca el, Kafka, să-și omoare tatăl, și să se culce cu mama și sora sa. Kafka îi spune că în teoria lui, doamna Saeki este mama sa și ăsta este motivul pentru care a întrebat-o dacă are copii. După ce ascultă tot ce are Kafka de spus, doamna Saeki îl întreabă dacă dorește să facă sex cu ea. Kafka îi confirmă. În acel moment ea îi spune că există o diferență de vârstă foarte mare între ei și relația nu ar putea să meargă. Kafka prinde curaj și îi spune că el o cunoaște pe ea la vârsta de 15 ani, că el s-a îndrăgostit de acea fata și prin ea s-a îndrăgostit de dânsa. îi declară că o iubește și că asta este tot ceea ce contează. Doamna Saeki nu răspunde, îl roagă pe Kafka să o lase singură. Kafka se ridică și se duce spre ea, continuă conversația pe tema sentimentelor dintre ei și o întreabă unde a găsit cele două note din refrenul cântecului - răspunsul: "Le-am găsit într-o cameră veche și îndepărtată, care pe atunci avea ușa deschisă". Seara, doamna Saeki vine la Kafka în cameră. De data aceasta nu doarme. Face dragoste din nou cu Kafka.
Capitolul 32
Nakata se trezește și găsește lângă el piatra. Încearcă să vorbească cu piatra să afle ce trebuie să facă mai departe. Pentru a deschide poarta, piatra devine foarte grea - Hoshino este cel care reușește să întoarcă piatra (aici devine relevant momentul în care Nakata îi "repară" spatele lui Hoshino).
Capitolul 33
Kafka încearcă să o evite pe doamna Saeki. În ziua respectivă se întâlnește cu ea și vorbesc despre cartea ei cu fulgere și despre teoria lui ca ea ar putea fi mama sa. Ea îi spune că simte că se petrece o schimbare în jurul ei, seara petrecută în camera lui fiind un exemplu. Îl întreabă pe Kafka cine este el de fapt și de unde știe atâtea lucruri. El îi spune: "Sunt Kafka pe malul mării. Sunt iubitul tău, sunt fiul tău. Sunt Tânărul numit Corbul. Iar noi doi nu putem fi liberi. Suntem în mijlocul unui vârtej uriaș. Uneori ieșim în afara timpului. Undeva, am fost loviți de trăsnet. De un trăsnet nevăzut și neauzit. " Petrec o altă noapte de dragoste împreună.
Capitolul 34
Hoshino îl întreabă pe Nakata dacă s-a întâmplat ceva după deschiderea pietrei de intrare. Nakata este din nou foarte obosit și are nevoie de somn. Hoshino petrece timpul prin oraș și descoperă farmecul muzicii clasice.
Capitolul 35
Oshima îi spune lui Kafka că au aparut o serie de probleme și este momentul ca să-și facă bagajul și să plece la cabana din pădure.
Capitolul 36
Colonelul Sanders îl anunță pe Hoshino că trebuie să-l ia pe Nakata și să plece de la hotel la o adresă indicată de el, deoarece îi cauta poliția. Hoshino află că Nakata l-a omorât pe Johnnie Walker. Nakata îi explică lui Hoshino că nu se poate preda acum la poliție, deoarece trebuie să închidă poarta.
Capitolul 37
Oshima îl lasă pe Kafka la cabană.
Capitolul 38
Hoshino și Nakata identifică biblioteca Komura, iar Nakata îi confirmă lui Hoshino că acela este locul în care vor găsi ceea ce caută.
Capitolul 39
Kafka petrece a doua zi singur la cabană. Își propune să meargă și mai adânc în pădure. Noaptea se roagă să o viseze pe doamna Saeki, în schimb o visează pe Sakura și încearcă să facă dragoste cu ea în vis, însă ea nu este de acord și îi spune să se oprească. El continuă deoarece deja nu mai poate controla ce se întâmplă. Tot în vis, ea îl dojeneste și îi spune că ei sunt frați și că nu se cade un astfel de comportament în familie.
Capitolul 40
Nakata și Oshima ajung la bibliotecă în ziua de luni, când biblioteca este închisă. Vor reveni marți. Nakata vorbește cu piatra, care îi confirmă că biblioteca este locul căutat. Marți, după turul obișnuit pe care îl face doamna Saeki, Nakata intră în birou la dânsa și discută despre piatra de intrare.
Capitolul 41
Kafka își ia tot ce are nevoie pentru a-și marca drumul cât mai adânc în pădure. Pe drum are tot felul de gânduri care îl preocupă, mai ales legate de violul din vis al Sakurei. La un moment dat, renunță la rucsac, toporișcă, spray și se îndreaptă fără nici o teamă spre inima pădurii.
Capitolul 42
Din discuția dintre Nakata și doamna Saeki reiese că ea îl aștepta. Aflăm că tot ce s-a întâmplat până la acest moment este consecința faptului că doamna Saeki a deschis poarta de intrare cu multă vreme în urmă. Rolul lui Nakata este acela de a readuce lucrurile la forma cuvenită. Doamna Saeki știe povestea lui Nakata (inclusiv de uciderea lui Johnnie Walker) și îl roagă să ardă manuscrisele în care este descrisă toată viața ei. La sfârșitul conversației aceasta îl întreabă pe Nakata dacă nu cumva a fost pictat într-un tablou (i se pare că îl știe de multă vreme). Când Nakata a cuprins în mâinile sale mâinile doamnei Saeki cercul s-a închis. Nakata a luat dosarele și a plecat împreună cu Hoshino. După plecarea celor doi, Oshima intră în biroul doamnei și o găsește nemișcată. Doamna Saeki murise.
Capitolul 43
În drumul său prin pădure, Kafka îi întâlnește pe cei doi soldați despre care îi povestise Oshima. Aceștia îl conduc pe Kafka spre poarta de intrare.
Capitolul 44
Nakata și Hoshino au ars dosarele lăsate de doamna Saeki. Pe drumul de întoarcere către apartament, Nakata îi mulțumește lui Hoshino pentru ajutor și adoarme în mașină. Hoshino îl duce în casă, însă observă că Nakata nu doarme, ci este mort. În acel moment sarcina de a închide poarta îi rămâne lui.
Capitolul 45
Kafka pătrunde în altă lume prin poarta deschisă, însoțit de cei doi soldați și este condus la o casă ce seamană cu cabana lui Oshima, într-un orășel prin care curge un pârâu. După drumul lung parcurs adoarme. Când se trezește o găsește pe doamna Saeki, la cinsprezece ani, în bucătărie. Ea era acolo pentru el, să îi gătească și să îi ofere ce avea nevoie în acea lume. De la ea află că în acea lume oamenii nu au nevoie de nume.
Capitolul 46
După ce a murit Nakata, Hoshino a încercat să vorbească cu piatra pentru a afla momentul în care trebuie închisă intrarea. După câteva zile, Hoshino salută din plictiseală o pisică și este surprins când înțelege ce spune pisica.
Tânărul numit Corbul
Pe când zbura deasupra pădurii zărește un bărbat cu un jerseu roșu și o pălărie neagră de mătase. Bărbatul se adresează tânărului numit Corbu, spunându-i că îl știe și că îl aștepta: "E prima dată când te văd, dar asta nu înseamnă că nu te cunosc". Îi spune că îi cunoaște intențiile de a nu-l lăsa să meargă mai departe, dar el știe că este o ocazie unică și nu o va lăsa să-i scape. Îi spune că se poate proteja de el prin fluierul lui special făcut din suflete de pisici și că din fluierele făcute de el în lumea cealaltă vrea să facă un fluier "super extra mare" care se va transforma într-un adevărat sistem. De aceea, el trebuie să ajungă în acel loc în care să-l făurească. Îi explică tânărului că el se află într-un punct de mijloc, numit LIMBO, între viață și moarte - aici în pădure, și că el, tânărul, nu-l poate răni pentru că nu este decât "o fantasmă necoaptă și incompletă". Tânărul, numit Corbul, l-a atacat pe bărbat, i-a scos ochii, i-a ciugulit fața, i-a smuls limba, dar nu a putut să-i oprească râsul, care semăna "cu un fluier care răsună dintr-o altă lume".
Capitolul 47
Kafka o întâlnește pe doamna Saeki tanară și află de la ea ca "și-a ars toate amintirile" (manuscrisele arse de Nakata) și că în scurtă vreme nu o să și-l mai amintească nici pe el, motiv pentru care era important să vorbească cu el. Ea îi spune că trebuie să se întoarcă în lumea cealaltă; că el trebuie să o țină minte. Îl roagă să i-a tabloul din biblioteca pe care i l-a făcut cadou iubitul ei când a plecat la Tokyo. Îi mărturisește că este mama lui și îi cere iertare. La final îi spune să privească tabloul, mereu, așa cum a făcut ea. Pleacă de la casă și se întâlnește cu cei doi soldați, care îi spun să se grăbească dacă vrea să mai găsească poarta deschisă.
Capitolul 48
Hoshino este curios să știe cum o pisică poate vorbi limba oamenilor. Ea îi explică cum că folosește un grai comun de la granița dintre lumi. Pisica îi spune că știe totul despre el și Nakata și că pentru a închide poarta trebuie să omoare pe cineva, fără să-i spună pe cine anume - când îl va vedea va ști. La miezul nopții, când și piatra s-a mai încălzit, s-a dus în camera lui Nakata și a văzut că din gura lui Nakata se târa ceva, care arăta ca o tărtăcuță - avea corpul vâscos și lucea albicios. Hoshino trebuia să omoare acea creatură. Se chinuie să o omoare cu toate instrumentele din casă. Apoi vede piatra și se gândește că ar putea să o strivească cu ea. Pune mâna pe piatră, dar ea a devenit foarte grea. Atunci realizează că trebuie să închidă poarta pentru ca acea creatură să nu poată trece dincolo. După ce a închis poarta, a ucis lighioana. Apoi și-a luat la revedere de la Nakata și de la piatră și a plecat înapoi la Nagoya.
Capitolul 49
Kafka revine la cabana lui Oshima. Vine fratele lui și îl aduce pe Kafka în oraș. Oshima îl informează că doamna Saeki a murit, dar Kafka îi spune că știa deja. Kafka îi spune că se întoarce acasă și apoi la școală. Își ia tabloul din cameră, își i-a la revedere de Oshima și pleacă. O sună pe Sakura din gară și îi spune că se întoarce acasă și o salută ca pe sora sa.
SFÂRȘIT

## Personaje

### Oameni
- Kafka Tamura - Un tânăr de cinsprezece ani ce pleacă în căutarea mamei și surorii sale.
- Tânărul numit Corbul - Un alter ego al lui Kafka Tamura, care apare în unele momente cu sfaturi.
- Satoru Nakata - Un copil de nouă ani care în 1944 suferă un accident ciudat în pădure, accident după care devine înapoiat psihic. La vârsta de șaizeci de ani nu știe să scrie și să citească, dar poate vorbi cu pisicile.
- Sakura - Fata pe care Tamura o cunoaște în autocar, atunci când parăsește Tokyoul. Asociată cu sora sa.
- Ôshima - Asistentul bibliotecii la care ajunge Kafka Tamura. Este un transexual, femeie deghizată în barbat. Susține că este un barbat homosexual în corp de femeie.
- Doamna Saeki - Directoarea bibliotecii. Asociată cu mama lui Kafka Tamura. În tinerețe a fost cântăreață și a avut un mare succes cu melodia Kafka pe malul mării, care este și titlul prezentului roman.
- Hoshino - Un șofer de camion care îl ajută pe Nakata în acțiunile sale. Nakata îi amintește de bunicul său.
- Sada - fratele lui Oshima.
- Johnnie Walker - Ucigașul de pisici, îmbrăcat precum emblema cunoscutei mărci de whiskey.
- Colonelul Sanders - Bărbatul care seamană cu fondatorul și mascota companiei KFC. Îl ajută pe Hoshino în cautarea pietrei dorite de Nakata.

### Pisici
- Otsuka - Motanul negru.
- Goma - Pisica disparută, pe care Nakata o caută.
- Kawamura - Motanul maro tărcat care în tinerețe suferise un accident și de aceea nu vorbea foarte coerent.
- Mimi - Pisica siameză.
- Okawa - Motanul cu pete albe și negre.
- Ton - Pisica neagră care vorbeste cu Hoshimo.

## Înțelegerea romanului
După ce romanul a fost publicat, editura japoneză a creat un site pentru a permite cititorilor să pună întrebări referitoare la carte. Peste 8000 de întrebări au fost puse, iar Haruki Murakami a răspuns personal la 1200. Într-un interviu, Murakami declara că secretul înțelegerii romanului constă în faptul că acesta trebuie citit de mai multe ori. Murakami spune despre romanul său că acesta conține o serie de ghicitori fără ca răspunsul acestora să fie dezvăluit cititorului, insă mai multe dintre aceste ghicitori combinate pot dezvălui oarecum o parte din răspunsurile pe care cititorii și le pun. Dar aceste răspunsuri pot fi diferite, în funcție de cititor.